# 綜合スーパーまるよし
株式会社綜合スーパーまるよしは、かつて福岡県北九州市内に「ショッピングプラザーまるよし」の名でスーパーマーケット計8店舗を展開していた企業である。

## 概要
北九州市小倉北区および小倉南区にショッピングプラザまるよしなどのスーパーマーケットを展開・運営していた。昭和後期にスーパーマーケットの展開を開始し、最盛期には北九州市内に店舗を拡大したが、売上減少によって不渡りを出し、全銀行から通知や銀行取引停止処分を受けた。また、追い打ちを掛けるように信用不安から取引先が激減し、商品の仕入れが困難となってしまった。2004年10月に福岡地方裁判所小倉支部に自己破産申請して即日受理、即日破産宣告を受けて破産し、翌日に全9店舗を閉鎖した。

## 従業員制服
- 従業員（店舗スタッフ）の制服は、男女問わず白いポロシャツに赤と白のシマシマ模様のエプロンを着用するものであった。

## ポイントカード
- ポイントカードがあった。500ポイント貯まると、500円分のまるよし商品券と交換できるというサービスであった。

## 本社所在地
- 福岡県北九州市小倉南区湯川5-1-1

## 店舗
- 湯川店

小倉南区湯川5丁目にあり、最大規模の店舗であった。一時期は屋上階にカラオケボックスなどがあったが、1990年代に閉店。また、レストランも2階にあったが、先に閉店している。
閉店後は石原商事が落札し、同社のスーパー・アパンダとして再オープンしたが、後に同社の倒産によって閉店。丸和湯川店となったが、やはり閉店して現在は建物は取り壊され、マンションになっている。
- 舞ヶ丘店

小倉南区舞ケ丘2丁目の新興住宅地「ユーフォリアヒルズ舞ヶ丘」の中心部にあった。後に敷地内にテナントが入居する建物を増設し、クリーニング店や焼き鳥屋などのテナントが入居。2000年には、地域の入口となる場所にハローデイ横代店が出店。同社破産時には競売にかけられたが、入札されなかった。現在は建物は取り壊され、老人ホームが建築された。
- 高坊店

小倉北区高坊2丁目にあった店舗。建物は取り壊され、フラワーショップ「ネーブルグリーン」が新たに建築された。
- 黒原店

小倉北区熊本4丁目の都市再生機構黒原団地にあった店舗。閉店後はザ・ダイソー・エフコープ黒原店に改装されたが、2023年11月30日に閉店し、2024年9月に解体された。付近には小倉聴覚特別支援学校や足原小学校、三郎丸小学校がある。
- 宇佐町店

小倉北区宇佐町2丁目にあった、住宅街の一角に立地していた店舗。入居していたひよこやレストラン、ブティック、カワイ音楽教室といったテナントが先に閉店。付近には菊ヶ丘公園（付近住民から「まるよし公園」と呼ばれていた）やくすりのフタバ（大信薬局グループ）下富野店がある他、西日本シティ銀行宇佐町支店やマルショク大畠店（現・リブホール大畠店）やスーパーとみやま宇佐町店もあった。建物は2010年に取り壊された後は臨時駐車場となり、2013年に老人ホーム「ゆーとぴあ宇佐町」が新たに建設された。
- 大畠店[3]

小倉北区大畠2丁目にあった店舗。建物はフードウェイが出店するも2022年に撤退、同年に業務スーパーが進出している。付近には寿山小学校の他に複数の飲食店がある。
- 横代店

小倉南区横代北町1丁目にあった店舗。住宅地の中央部に立地していた。
- 葛原店

小倉南区葛原本町6丁目にあった店舗。横代店同様、住宅地の中央部に立地していた。
- 安部山店

小倉南区葛原5丁目にあった店舗。建物は取り壊され、老人ホームが建築された。
- 霧ヶ丘店

小倉北区霧ケ丘1丁目にあった店舗。建物は取り壊され、マンションが建築された。隣接する櫨山公園は、当時の名残から閉店後の現在もまるよし公園と呼ばれている。